# إدميلسون ألفيس
إدميلسون ألفيس (بالبرتغالية: Edmilson Alves‏) (17 فبراير 1976 في البرازيل – )؛ هو لاعب كرة قدم سابق كان يلعب كلاعب وسط.

## وصلات خارجية
- إدميلسون ألفيس على موقع رابطة كرة القدم اليابانية للمحترفين (اليابانية)
- إدميلسون ألفيس على موقع دوري كوريا الجنوبية (الإنجليزية)
- إدميلسون ألفيس على موقع قاعدة بيانات كرة القدم.إي يو (الإنجليزية)
- إدميلسون ألفيس على موقع Soccerway.com (الإنجليزية)
- إدميلسون ألفيس على موقع عالم كرة القدم.نت (الإنجليزية)